# Eucles intermedius
Eucles intermedius är en insektsart som beskrevs av Ludwig Redtenbacher 1906. Eucles intermedius ingår i släktet Eucles och familjen Pseudophasmatidae. Inga underarter finns listade i Catalogue of Life.